# Ouistiti mélanure
Mico melanurus, Callithrix melanura
Espèce
Synonymes
- Callithrix melanura

Statut de conservation UICN

 LC  : Préoccupation mineure
Statut CITES
Le Ouistiti mélanure (Mico melanurus ou Callithrix melanura) est une espèce de primate de la famille des Callitrichidae.

## Autres noms
Black-tailed marmoset. Sagüi-do-cerrado, sagüi marrom (Brésil). Mono leoncito (Bolivie). Au Paraguay, surnommé ka’i eléctrico, le « singe électrique ».

## Distribution
Nord du Paraguay, est de la Bolivie (à l’est du Rio Mamoré et au sud du Rio Guaporé dans les départements de Beni et de Santa Cruz) et sud-ouest du Brésil (dans une frange nord entre le haut Rio Aripuanã à l’ouest et le Rio Juruena à l’est qui descend jusqu’à l’est du Rondônia puis s’étend vers l’est jusque dans le Mato Grosso autour de Cuiabá où elle rejoint la limite australe de M. emiliae. À l’extrême est de sa répartition géographique, il rejoint presque la limite occidentale du Ouistiti à pinceaux noirs (Callithrix penicillata). Seul ouistiti répandu hors du Brésil. Avec l’Ouistiti à pinceaux noirs, il a l’aire de distribution la plus étendue parmi les ouistitis.

## Habitat
Forêt pluviale et cerrado au Brésil. Affectionne les forêts riches en lianes.

## Sympatrie et association
Autour du fleuve Paraguay, dans le Chaco, sympatrique du Titi gris (Callicebus moloch) et du Douroucouli d’Azara (Aotus azarai). S’associe au Tamarin à selle (Saguinus fuscicollis).

## Description
Dessus brun grisâtre assez uniforme, parfois marron ou jaunâtre. Dessous blanc fauve, l’intérieur des jarrets tendant vers l’orangé. Bras brun, parfois marron ou jaunâtre. Jambe brun sombre. Belle raie blanc jaune descendant depuis la hanche le long et à l’intérieur de la cuisse. Longue queue d’un noir profond. Poils noirs sur la couronne et en V sur le front. Face noire, avec parfois une dépigmentation considérable autour du nez et de la bouche. Oreilles nues et pigmentées.

## Mensurations
Corps 22,5 cm. Queue 32 cm. Poids 380 g.

## Locomotion
Quadrupède.

## Comportements basiques
Diurne. Arboricole.

## Activités
Évolue dans les strates basse et moyenne de la forêt (PN de Noel Kempff Mercado). S’aventure parfois dans les hautes herbes lorsqu’il fréquente des habitats relativement ouverts (Mato Grosso).

## Alimentation
Frugivore-gommivore-insectivore.

## Taille du groupe
6,2 (PN de Noel Kempff Mercado).

## Communication orale
Vocalisation spécifique de jeu ‘ee-ee’.

## Conservation
PN de la Chapada dos Guimarães, PN du Pantanal Matogrossense, SE de Taiamá, SE de la Serra das Araras (Brésil). Refuge de Huanchaca, PN d’Amboró, PN de Noel Kempff Mercado, R des Ríos Blanco y Negro (Bolivie). PN des Defensores del Chaco (Paraguay).